# 中國重型機械研究院
中國重型機械研究院有限公司，中國機械工業集團有限公司屬下機構，是在1956年當時以西安重型機械研究院成立，主要業務综合性装备技术研发、工程设计与成套、提供工程咨询、机械工程监理、设计咨询、设备检测等专业技术服务等，現任董事長謝東鋼。
1999年，被中國機械工業集團有限公司收購本集團，已被國務院批准。